# 貝

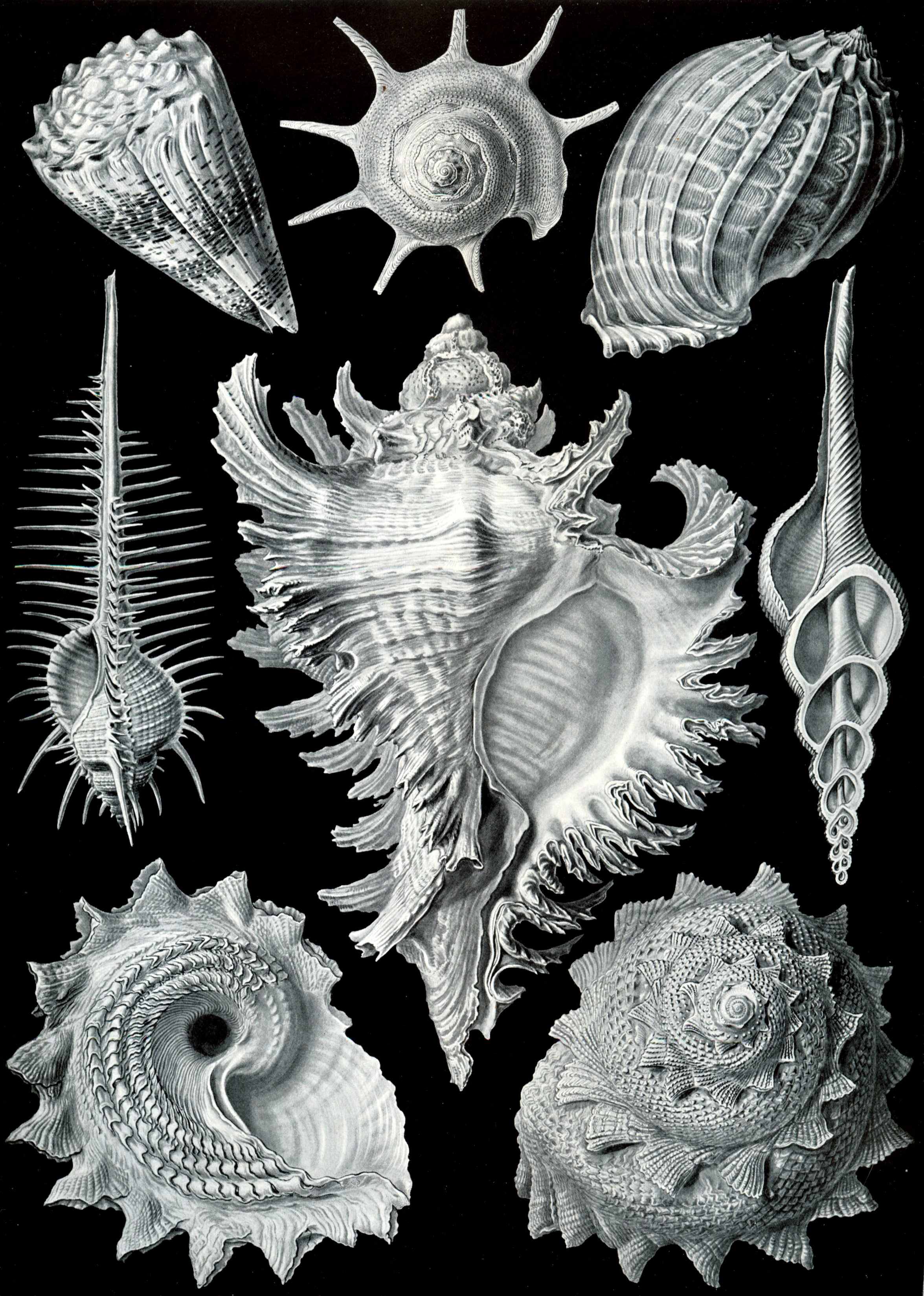
ヘッケル画

貝（かい）は、軟体動物の総称、または特に、はっきりとした貝殻を持つものの総称である。

## 概要
貝（かい）と言えば、すなわち二枚貝（二枚貝綱）、巻貝（腹足綱の大部分）、ヒザラガイ（多板綱）、ツノガイ（掘足綱）やそれらの殻のことで、同じ軟体動物でも殻が退化したウミウシ類や、ナメクジ、大部分の頭足綱（イカ・タコ）、カセミミズ（溝腹綱）を貝と呼ぶことはない。
また、ホオズキチョウチンやシャミセンガイの仲間は腕足動物、カンザシゴカイもヘビガイに似ているが環形動物、イガグリウミヒドラ（イガグリガイ）も刺胞動物であり貝の仲間ではない。
しかしながら「貝の仲間」という意味で「貝類」と呼ぶ場合、殻の有無などの見かけではなく、分類上のグループとして貝類＝軟体動物とみなしていることになる。貝類図鑑などはこの例にあたり、ウミウシやナメクジや、イカやタコも貝類の一部として掲載されているのが普通である。
なお、軟体動物以外でも、二枚貝に似た殻を持つ腕足動物や殻のあるその他の水生動物をも「貝類」と言うこともあるが、この場合はそれらを軟体動物の貝類と誤認するか、あるいは明確な分類学的概念を持たずに呼んでいることが多く、生物学的には正しい呼び方ではない。
また水産物として「魚介類」という場合の「介類」は、エビ・カニなどの甲殻類をはじめウニ、ナマコ、ホヤなどの水産物としての無脊椎動物全体を含む語で、軟体動物に限る「貝類」とは区別されるのが普通である。
貝類の中には食用のものも多く、貝殻も螺鈿など装飾品などとして用いられてきた。

## 主な貝類の一覧
- アカガイ
- アコヤガイ
- アサリ
- アメフラシ（退化した貝殻を持つ）
- アワビ
- イモガイ
- ウバガイ（ホッキ貝）
- ウミウシ
- エゾバイ科
- カサガイ
- カキ（牡蠣）
- カタツムリ（陸に生息する巻貝の総称）
- カモガイ
- カラスガイ
- カワニナ
- サクラガイ
- サザエ
- サラガイ(皿貝、白貝、女郎貝、満珠貝、万寿貝)
- シジミ
- シャコガイ
- スイジガイ
- タイラギ
- タカラガイ
- タニシ
- ツブ
- ツメタガイ
- トコブシ
- トリガイ
- ナメクジ（陸に生息する巻貝のうち、殻が退化しているものの総称）
- バイ
- ハイガイ
- パウア貝
- バカガイ（アオヤギ）
- ハマグリ
- ヒオウギガイ
- フナクイムシ
- フルイガイ
- ホタテガイ
- ホラガイ
- ホンビノスガイ
- マテガイ
- ミノガイ
- ミヤイリガイ
- ミルクイ
- ムール貝
- ユリヤガイ
- 夜光貝
- ワスレガイ

## 貝と似た動物一覧
軟体動物以外で貝と名が付いたり、形態が貝に似ている動物。
- イガグリガイ（刺胞動物）
- エボシガイ（節足動物 甲殻類）
- センスガイ（刺胞動物）
- シャミセンガイ（腕足動物）
- フジツボ（節足動物 甲殻類）
- カメノテ（節足動物 甲殻類）
- モミジガイ(棘皮動物 ヒトデ綱)
- ホヤ（尾索動物)